# Merochlorops minimus
Merochlorops minimus är en tvåvingeart som beskrevs av Spencer 1986. Merochlorops minimus ingår i släktet Merochlorops och familjen fritflugor. Inga underarter finns listade i Catalogue of Life.